# الملفات الغامضة: أريد أن أصدق
الملفات الغامضة: أريد أن أصدق (بالإنجليزية: The X-Files: I Want to Believe)‏ هو فيلم إثارة خارق للطبيعة أمريكي من إخراج كريس كارتر وبطولة ديفيد دشوفني، جيليان أندرسون، أماندا بيت، بيلي كونولي وإكسزيبيت.

## وصلات خارجية
- الملفات الغامضة: أريد أن أصدق على موقع IMDb (الإنجليزية)
- الملفات الغامضة: أريد أن أصدق على موقع ميتاكريتيك (الإنجليزية)
- الملفات الغامضة: أريد أن أصدق على موقع الموسوعة البريطانية (الإنجليزية)
- الملفات الغامضة: أريد أن أصدق على موقع روتن توميتوز (الإنجليزية)
- الملفات الغامضة: أريد أن أصدق على موقع نتفليكس (الإنجليزية)
- الملفات الغامضة: أريد أن أصدق على موقع قاعدة بيانات الأفلام العربية
- الملفات الغامضة: أريد أن أصدق على موقع ألو سيني (الفرنسية)
- الملفات الغامضة: أريد أن أصدق على موقع Turner Classic Movies (الإنجليزية)
- الملفات الغامضة: أريد أن أصدق على موقع أول موفي (الإنجليزية)
- الملفات الغامضة: أريد أن أصدق على موقع بوكس أوفيس موجو (الإنجليزية)